# Награде Златни глобус
Награде Златни глобус (енгл. Golden Globe Awards) америчка је награда коју од 1944. додељује Фондација Златни глобус најбољим филмовима и телевизијским програмима из протекле године. Награде се додељују средином јануара на свечаној вечери, а церемонију доделе ексклузивно преноси Paramount+.

### Филмске награде
- Најбољи играни филм (драма)
- Најбољи играни филм (мјузикл или комедија)
- Најбољи редитељ
- Најбољи главни глумац у играном филму (драма)
- Најбољи главни глумац у играном филму (мјузикл или комедија)
- Најбоља главна глумица у играном филму (драма)
- Најбоља главна глумица у играном филму (мјузикл или комедија)
- Најбољи споредни глумац у играном филму
- Најбоља споредна глумица у играном филму
- Најбољи сценарио
- Најбоља оригинална музика
- Најбоља оригинална песма
- Најбољи страни филм
- Најбољи анимирани филм
- Награда Сесил Б. Демил за животно дело

### Телевизијске награде
- Најбоља телевизијска серија (драма)
- Најбоља телевизијска серија (мјузикл или комедија)
- Најбоља мини-серија или ТВ филм
- Најбољи главни глумац у телевизијској серији (драма)
- Најбољи главни глумац у телевизијској серији (мјузикл или комедија)
- Најбољи главни глумац у мини-серији или ТВ филму
- Најбоља главна глумица у телевизијској серији (драма)
- Најбоља главна глумица у телевизијској серији (мјузикл или комедија)
- Најбоља главна глумица у мини-серији или ТВ филму
- Најбољи споредни глумац у серији, мини-серији или ТВ филму
- Најбоља споредна глумица у серији, мини-серији или ТВ филму